# Aviron aux Jeux olympiques d'été de 1988
Navigation
Los Angeles 1984 Barcelone 1992
Les épreuves d'aviron lors des Jeux olympiques d'été de 1988 se tiennent à Séoul, en Corée du Sud, du 19 au 25 septembre 1988. Les épreuves se déroulent sur le Han. Quatorze finales figurent au programme de cette compétition (8 masculines et 6 féminines).

## Tableau des médailles
| Rang  | Pays                 | Médaille d'or, Jeux olympiques | Médaille d'argent, Jeux olympiques | Médaille de bronze, Jeux olympiques | Total |
| 1     | Allemagne de l'Est   | 8                              | 1                                  | 1                                   | 10    |
| 2     | Italie               | 2                              | 0                                  | 0                                   | 2     |
| 3     | Roumanie             | 1                              | 4                                  | 2                                   | 7     |
| 4     | Allemagne de l'Ouest | 1                              | 1                                  | 1                                   | 3     |
| 5     | Grande-Bretagne      | 1                              | 0                                  | 1                                   | 2     |
| 6     | Pays-Bas             | 1                              | 0                                  | 0                                   | 1     |
| 7     | États-Unis           | 0                              | 2                                  | 1                                   | 3     |
| 8     | Union soviétique     | 0                              | 2                                  | 1                                   | 3     |
| 9     | Bulgarie             | 0                              | 1                                  | 2                                   | 3     |
| 10    | Chine                | 0                              | 1                                  | 1                                   | 2     |
| 11    | Suisse               | 0                              | 1                                  | 0                                   | 1     |
| 12    | Norvège              | 0                              | 1                                  | 0                                   | 1     |
| 13    | Nouvelle-Zélande     | 0                              | 0                                  | 3                                   | 3     |
| 14    | Yougoslavie          | 0                              | 0                                  | 1                                   | 1     |
| Total | Total                | 14                             | 14                                 | 14                                  | 52    |

## Podiums

### Hommes
| Discipline          | Or | Argent | Bronze |
| Skiff               | Thomas Lange 6 min 49 s 86 | Peter-Michael Kolbe 6 min 54 s 77 | Eric Verdonk 6 min 58 s 66 |
| Deux de couple      | Pays-Bas Nico Rienks Ronald Florijn 6 min 21 s 13 | Suisse Beat Schwerzmann Ueli Bodenmann 6 min 22 s 59 | Union soviétique Oleksandr Marchenko Vasil Yakusha 6 min 22 s 87                                                                                |
| Quatre de couple    | Italie Agostino Abbagnale Davide Tizzano Gianluca Farina Piero Poli 5 min 53 s 37                                                                                                 | Norvège Alf Hansen Rolf Thorsen Lars Bjønness Vetle Vinje 5 min 55 s 08 | Allemagne de l'Est Jens Köppen Steffen Zühlke Steffen Bogs Heiko Habermann 5 min 56 s 13                                                        |
| Deux sans barreur   | Grande-Bretagne Andy Holmes Steve Redgrave 6 min 36 s 84 | Roumanie Dănuț Dobre Dragoş Neagu 6 min 38 s 06 | Yougoslavie Sadik Mujkic Bojan Prešern 6 min 41 s 01                                                                                            |
| Deux avec barreur   | Italie Giuseppe di Capua Carmine Abbagnale Giuseppe Abbagnale 6 min 58 s 79 | Allemagne de l'Est Mario Streit Detlef Kirchhoff René Rensch 7 min 00 s 63 | Grande-Bretagne Patrick Sweeney Andy Holmes Steve Redgrave 7 min 01 s 95                                                                        |
| Quatre sans barreur | Allemagne de l'Est Roland Schröder Ralf Brudel Olaf Förster Thomas Greiner 6 min 03 s 11                                                                                          | États-Unis Raoul Rodriguez Thomas Bohrer Richard Kennelly David Krmpotich 6 min 05 s 53                                                                                           | Allemagne de l'Ouest Guido Grabow Volker Grabow Norbert Keßlau Joerg Puttlitz 6 min 06 s 22                                                     |
| Quatre avec barreur | Allemagne de l'Est Bernd Niesecke Hendrik Reiher Karsten Schmelling Bernd Eichwurzel Frank Klawonn 6 min 10 s 74                                                                  | Roumanie Dimitrie Popescu Ioan Snep Vasile Tomoiagă Ladislau Lovrenschi Valentin Robu 6 min 13 s 58                                                                               | Nouvelle-Zélande Chris White Ian Wright Andrew Bird Greg Johnston George Keys 6 min 15 s 78                                                     |
| Huit                | Allemagne de l'Ouest Bahne Rabe Eckhardt Schultz Ansgar Wessling Wolfgang Maennig Matthias Mellinghaus Thomas Möllenkamp Thomas Domian Armin Eichholz Manfred Klein 5 min 46 s 05 | Union soviétique Viktor Omelyanovich Vasily Tikhonov Andrey Vasilyev Pavel Gurkovsky Nikolay Kumarov Aleksandr Lukyanov Veniamin But Viktor Diduk Aleksandr Dumchev 5 min 48 s 01 | États-Unis Mike Teti Jonathan Smith Ted Patton John Rusher Peter Nordell Jeffrey McLaughlin Doug Burden John Pescatore Seth Bauer 5 min 48 s 26 |

### Femmes
| Discipline           | Or | Argent | Bronze |
| Skiff                | Jutta Behrendt 7 min 47 s 19 | Anne Marden 7 min 50 s 28 | Magdalena Georgieva 7 min 53 s 65                                                                                          |
| Deux de couple       | Allemagne de l'Est Birgit Peter Martina Schroeter 7 min 00 s 48                                                                                                  | Roumanie Elisabeta Lipă Veronica Cogeanu 7 min 04 s 36 | Bulgarie Stefka Madina Violeta Ninova 7 min 06 s 03                                                                        |
| Quatre de couple     | Allemagne de l'Est Kerstin Förster Kristina Mundt Beate Schramm Jana Sorgers 6 min 21 s 06                                                                       | Union soviétique Irina Kalimbet Svitlana Maziy Inna Frolova Antonina Doumtcheva 6 min 23 s 47                                                             | Roumanie Anișoara Bălan Anişoara Minea Veronica Cogeanu Elisabeta Lipă 6 min 23 s 81                                       |
| Deux sans barreuse   | Roumanie Olga Homeghi Rodica Arba 7 min 28 s 13 | Bulgarie Radka Stoyanova Lalka Berberova 7 min 31 s 95 | Nouvelle-Zélande Nicola Payne Lynley Hannen 7 min 35 s 68                                                                  |
| Quatre avec barreuse | Allemagne de l'Est Martina Walther Gerlinde Doberschütz Carola Hornig Birte Siech Sylvia Rose 6 min 56 s 00                                                      | Chine Zhang Xianghua Hu Yadong Yang Xiao Zhou Shouying Li Ronghua 6 min 58 s 78                                                                           | Roumanie Marioara Trasca Veronica Necula Herta Anitas Doina Bălan Ecaterina Oancia 7 min 01 s 13                           |
| Huit                 | Allemagne de l'Est Annegret Strauch Judith Ziedler Kathrin Haacker Ute Wild Anja Kluge Beatrix Schröer Ramona Balthasar Ute Stange Daniela Neunast 6 min 15 s 17 | Roumanie Doina Bălan Veronica Necula Herta Anitas Marioara Trasca Adriana Bazon Mihaela Armășescu Rodica Arba Olga Homeghi Ecaterina Oancia 6 min 17 s 44 | Chine Zhou Xiuhua Zhang Yali He Yanwen Han Yaqin Zhang Xianghua Zhou Shouying Yang Xiao Hu Yadong Li Ronghua 6 min 21 s 83 |